# Canadian Association of the Deaf
Die Canadian Association of the Deaf (CAD) ist eine kanadische Nichtregierungsorganisation, die sich für die Interessen und das Wohlergehen der Gehörlosengemeinschaft in Kanada einsetzt. Sie vertritt Benutzer sowohl der American Sign Language und der Langue des signes québécoise. Sie wurde 1940 durch eine gemeinsame Anstrengung der Western Canada, Ontario und Eastern Canada associations of the Deaf, mit Unterstützung der Montreal Association of the Deaf gegründet.

## Geschichte
Die CAD wurde 1940 mit dem Ziel gegründet, einen Fonds zu schaffen und zu verwalten, der Stipendien an Gehörlose in Kanada vergeben sollte, die nicht in Regionen lebten, in denen diese Stipendien derzeit gewährt wurden.
1970 erhielt die CAD vom Canadian Department of Communications finanzielle Unterstützung für die Einrichtung eines Untertitelungsprogramms für Filme und Telekommunikation in Kanada. 1975 veranstaltete das CAD eine Konferenz zum Thema Untertitelung in Washington und 1978 zwei weitere Konferenzen in Kanada. Eine Partnerschaft mit dem Department of Communications und dem National Film Board führte 1981 zur Gründung der Canadian Captioning Development Agency (CCDA), die eine Zeit lang die einzige Agentur dieser Art in Kanada war.
Am 12. Mai 1989 organisierte die CAD, zum Teil inspiriert durch die Deaf President Now-Proteste im Vorjahr, an mehreren Orten im ganzen Land eine Kundgebung zum National Deaf Education Day, um Unterstützung für gehörlose Pädagogen und den Gebärdensprachunterricht an Gehörlosenschulen zu gewinnen.
Im Jahr 2003 war die Canadian Association of the Deaf Gastgeber des 14. Weltkongresses des Weltverbandes der Gehörlosen in Montreal, bei dem die World Association of Sign Language Interpreters (WASLI) gegründet wurde.